# 日本安土桃山時代年號列表

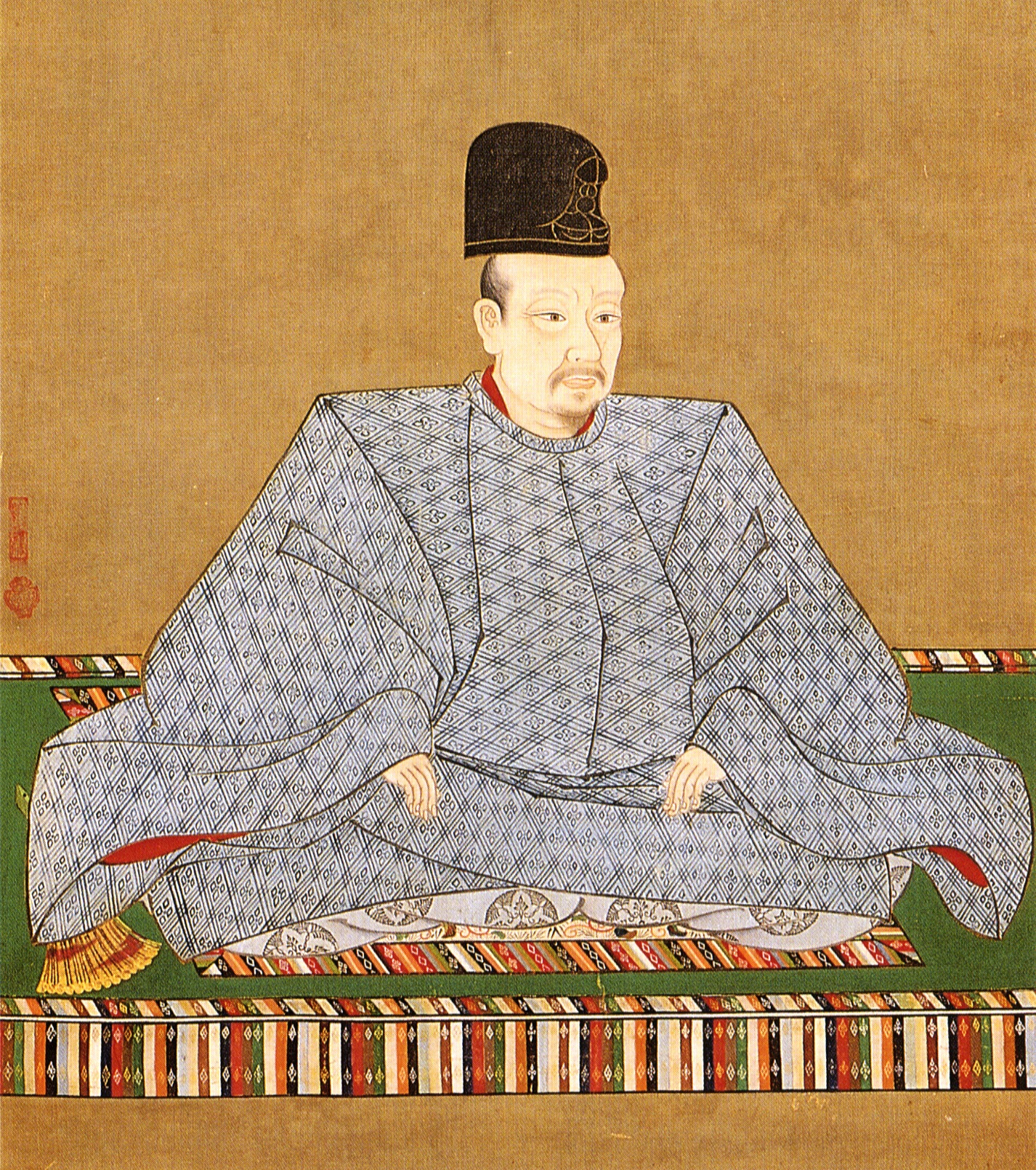
後陽成天皇因即位而改元文禄

日本自第三十六代孝德天皇即位並建元大化起開始使用年号（日语：／ Nengō、／ Gengō）為其纪年方式，並在文武天皇於701年5月3日（大寶元年三月二十一日）再度恢復使用年號後，一直持續使用年號至今。日本的年號常取中國古籍中的辭句為典故，而改元的原因除天皇即位外，多數出於迷信及牽強附會。因天皇即位而進行的改元通常在天皇即位翌年進行，但有時候也會因為亂世而不在天皇即位翌年改元。日本自醍醐天皇起開始因「辛酉革命」的緣故在辛酉年進行改元（當時為901年，由昌泰四年改元延喜），並自村上天皇起開始因「甲子革令」的緣故在甲子年進行改元（當時為964年，改元康保）。日本自醍醐天皇起也會因災禍等不祥之事而改元（當時為923年，改元延長）。
自平安时代中期（天德、應和年間）起，改元之事均載於改元宸記中，而改元的程序也確立為先由大臣上奏年號勘文，然後天皇於選定會議中決定新年號。雖然自鎌倉時代起，日本的政治實權落入武家手中，然而武家政權一般不會干涉朝廷進行改元，直至江户时代幕府方開始插手改元事務。日本在安土桃山时代僅進行了四次改元，該四個年號分別由正親町天皇與後陽成天皇所改，而四個年號的典故分別出自《诗经·魯頌·駉之什·泮水》、《文選·蜀都賦》、《文選·藉田賦》、《老子·清靜》、《通典·職官典·俸祿》與《毛詩正義·文王》六處。
以下列表僅收錄安土桃山時代啓用的日本年號。以下列表中，各年號的使用期與典故主要出自小學館出版的《日本大百科全書》，而每個年號的典故都分別附上维基文库的文本連結供參考。

## 列表
| 年號 | 使用期 （西曆年月日）           | 使用期 （和曆年月日）                  | 在位天皇       | 改元理由                                          | 典故 | 參考 來源    |
| ---- | ------------------------------- | -------------------------------------- | -------------- | ------------------------------------------------- | --- | ------------ |
| 元龜 | 1570年5月27日 － 1573年8月24日  | 元年四月二十三日 － 四年七月二十七日   | 正親町天皇     | 兵革                                              | - 《诗经·魯頌·駉之什·泮水》：「憬彼淮夷，來獻其琛。元龜象齒，大賂南金。」 - 《文選·蜀都賦》：「元龜水處。潛龍蟠於沮澤，應鳴鼓而興雨。」 | [ 4 ] [ 10 ] |
| 天正 | 1573年8月25日 － 1593年1月9日   | 元年七月二十八日 － 二十年十二月初七日 | 正親町天皇     | 兵革                                              | - 《文選·藉田賦》：「高以下為基，民以食為天。正其末者端其本，善其後者慎其先。」 - 《老子·清靜》：「清靜為天下正。」                     | [ 5 ]        |
| 天正 | 1573年8月25日 － 1593年1月9日   | 元年七月二十八日 － 二十年十二月初七日 | 後陽成天皇     | 兵革                                              | - 《文選·藉田賦》：「高以下為基，民以食為天。正其末者端其本，善其後者慎其先。」 - 《老子·清靜》：「清靜為天下正。」                     | [ 5 ]        |
| 文禄 | 1593年1月10日 － 1596年12月15日 | 元年十二月初八日 － 五年十月二十六日   | 後陽成天皇即位 | 《通典·職官典·俸祿》：「凡京文武官每歲給祿。」    | [ 6 ] |              |
| 慶長 | 1596年12月16日 － 1615年9月4日  | 元年十月二十七日 － 二十年七月十二日   | 天變 地妖      | 《毛詩正義·文王》：「文王功德深厚，故福慶延長。」 | [ 7 ] |              |
| 慶長 | 1596年12月16日 － 1615年9月4日  | 元年十月二十七日 － 二十年七月十二日   | 天變 地妖      | 《毛詩正義·文王》：「文王功德深厚，故福慶延長。」 | [ 7 ] | 後水尾天皇   |